# Rap najlepszej marki
Rap najlepszej marki (Step Records: Rap najlepszej marki) – seria wydawnicza polskiej wytwórni hip-hopowej Step Records.

## Rap najlepszej marki
Pierwsza część została wydana 28 marca 2014 roku. Na dwupłytowym wydawnictwie znalazły się nagrania m.in. takich wykonawców jak: Hukos, Cira, Sulin, Kajman, Młody M, Z.B.U.K.U, Chada oraz Pih. Produkcji nagrań podjęli się m.in.: Bob Air, The Returners, Poszwixxx, Spinache, Pawbeats oraz L-Pro. Materiał był promowany teledyskami do utworów „Kupuję polskie rap płyty”, „Proforma 2 RMX”, „Po tej samej stronie”, „Klimat miejski”, „Podpalamy noc RMX”, „Pozytyw.K” i „Rostbef”.
6 kwietnia 2016 roku płyta uzyskała w Polsce status złotej znalazłszy 15 tys. nabywców. 

## Rap najlepszej marki vol. 2
Druga część została wydana 8 kwietnia 2016 roku. W wersji podstawowej na płycie znalazło się piętnaście premierowych utworów m.in. takich wykonawców jak: Grizzlee, Dwa Sławy, Bezczel, Tomson, Nizioł, Kafar Dix37 oraz Rover. Produkcji nagrań podjęli się m.in.: SoDrumatic, DrySkull, Grrracz, Sherlock, Lazy Rida Beats, David Gutjar, Marcin Dziuba, Czaha oraz uRban. Edycja rozszerzona została wzbogacona o pięć dodatkowych piosenek. Materiał był promowany teledyskami do utworów „Braci się nie traci”, „Byłaś serca biciem”, „Rap najlepszej marki 2”, „Oddech” i „#DAWID_SZYNOL”.
Prawdopodobnie największą popularnością wśród publiczności cieszył się pochodzący z albumu utwór „Byłaś serca biciem” w wykonaniu rapera Bezczela i producenta muzycznego Rozbójnika Alibaby. Piosenka oparta na utworze pod tym samym tytułem z repertuaru Andrzeja Zauchy (muz. Jerzy Dobrzyński, sł. Zbigniew Książek) dotarła do 36. miejsca Szczecińskiej Listy Przebojów Polskiego Radia Szczecin. Z kolei wideoklip do tejże piosenki, do kwietnia 2016 roku został wyświetlony 10 mln razy na łamach serwisu YouTube.
Wydawnictwo dotarło do 8. miejsca polskiej listy przebojów – OLiS. 10 sierpnia 2016 roku płyta uzyskała w Polsce status złotej.

## Lista utworów
Opracowano na podstawie materiału źródłowego.
| Rap najlepszej marki (2014) |
| --- |
| CD 1 1. DJ Flip – „Intro” 2. Hukos, Cira, Sulin, Kajman, Młody M, Jopel, Komar, Z.B.U.K.U, Chada, Pih, Pawbeats – „Rap najlepszej marki” (produkcja: Bob Air, scratche: DJ Flip) 3. Z.B.U.K.U – „Do końca” (produkcja: Rockets Beats) 4. Chada – „Żyć aż do bólu” (produkcja: Eljot Sounds) 5. Sulin - „Widzę detale” (produkcja: Expe) 6. Kobra – „Odlatuję gdzieś” (produkcja: Juicy) 7. Shot, Haju – „Nieśmiertelnik” (produkcja: Shot) 8. Praktis – „Zlecenie” (gościnnie: Kisiel, produkcja: Fleczer) 9. Młody M – „Pozytyw.K” (produkcja: Donde) 10. NNFOF – „Teraz” (gościnnie: Erking, produkcja: NNFOF) 11. Cira – „Łaki wypierdalać” (produkcja: The Returners, scratche: DJ Flip) 12. Paciwo & Rockets Beats – „Wiem, że byś chciał zatrzymać mnie” (gościnnie: Shot, Temate, produkcja: Rockets Beats, realizacja nagrań Marcin Biniu) 13. Maskot – „Wariat” (produkcja: DJ Zel) 14. Blaze – „Litery mroku” (gościnnie: Cira, produkcja: Blaze) 15. Komar – „Wysoka cena” (gościnnie: Jopel, produkcja: Poszwixxx, scratche: DJ Perc) 16. Spinache – „Podpalamy noc RMX” (gościnnie: Gedz, 2sty, Kajman, produkcja: Spinache) 17. Chada – „Jest nas 2 RMX” (gościnnie: Pezet, Z.B.U.K.U, produkcja: Pawbeats) 18. DJ Flip – „Outro” CD2 1. DJ Flip – „Intro” 2. Bezczel, Hukos, Cira, Kajman, Sulin, Młody M, Zeus, Jopel – „Kupuję polskie rap płyty” (produkcja: Donde, scratche: DJ Danek) 3. Chada i Pih – „Po tej samej stronie” (produkcja: The Returners) 4. Poszwixxx – „Patrioci” (gościnnie: Ede, produkcja: Poszwixxx) 5. Rover – „Likier” (produkcja: Hauas, scratche: DJ Danek) 6. Pih, L-Pro – „Rostbef” (produkcja: L-Pro) 7. Szczub – „Malcolm X” (gościnnie: Danny, produkcja: Snobe) 8. Erking – „Parę kroków” (produkcja: Oneno) 9. Hukos, Cira – „Jeszcze wiedzieć chcesz” (produkcja, scratche: The Returners) 10. Jopel – „Klimat miejski” (gościnnie: Ede, JWP, produkcja: NNFOF, scratche: DJ Perc) 11. Buczer – „Paranoja” (gościnnie: Zelo, produkcja: Zelo) 12. Fabuła – „Pieśni ludowe” (produkcja: Poszwixxx) 13. Hukos - „Żyć jak Himilsbach i Maklak” (produkcja: Soddy, scratche: DJ Gondek) 14. Komar – „Wysoka cena” (gościnnie: Jopel, remiks: Bob Air) 15. Big_A – „Łatwopalni” (produkcja: Emes) 16. Bezczel – „Proforma 2 Remix” (gościnnie: Hukos, Onar, Z.B.U.K.U, Bosski Roman, Młody M, Buczer, Kobra, Zeus, Kajman, Kaen, Zduno, remiks: Poszwixxx) 17. Z.B.U.K.U – „Czuję to” (remiks: Zbylu) 18. DJ Flip – „Outro” |

| Rap najlepszej marki vol. 2 (2016) |
| --- |
| 1. Grizzlee, DrySkull – „Głos ulicy (intro)” 2. Dwa Sławy, Bezczel, Tomson, DrySkull – „Chce się żyć” 3. Chada, Sztoss – „Twoje decyzje, twoje wybory” (produkcja: SoDrumatic) 4. Z.B.U.K.U – „Łap marzenia” (produkcja: DrySkull) 5. Bezczel, Rozbójnik Alibaba – „Byłaś serca biciem” 6. Grizzlee, Sztoss – „Talent” (produkcja: Grrracz) 7. Bezczel, Z.B.U.K.U – „Oddech” (produkcja: Sherlock) 8. Kacper HTA – „Wciąż” (produkcja: Lazy Rida Beats) 9. Z.B.U.K.U, Kajman – „Superbohater” (produkcja: David Gutjar) 10. Rover, Oxon – „Wilk z Wall Street” (produkcja: Marcin Dziuba, skrecze DJ Roka) 11. Sulin – „Wiem” (produkcja: Matts) 12. Nizioł, Kafar Dix37, Żaba, Kamila – „Nieważne gdzie” (produkcja: Czaha, skrecze DJ Gondek) 13. Popek, Kali, Rozbójnik Alibaba – „Braci się nie traci” 14. Bezczel, Chada, Z.B.U.K.U, Kajman – „Rap najlepszej marki 2” (produkcja: uRban) 15. Praktis, Cira – „Aksamit (outro)” (produkcja: S.S.Z.) 16. Bezczel – „Dawid Szynol” (produkcja: Blaze) 17. Cira – „Prztyczek w nos” (produkcja: DrySkull) 18. Bonez, Danny – „Łapie oddech” (produkcja: Salvare) 19. Freszsz – „Schodzę na ziemię” (gościnnie: Praktis, Małgorzata Malewska-Gościk, produkcja: Paweł Urban,FunkyFlow) 20. Kajman – „Władza” (produkcja: TMK Beatz) |

## Notowania
Albumy
| Rap najlepszej marki        | 2014 | — | - POL: 15 tys.+ | - POL: złota płyta |
| Rap najlepszej marki vol. 2 | 2016 | 8 | - POL: 15 tys.+ | - POL: złota płyta |
| „—” album nie był notowany. |      |   |                 |                    |

Single
| „Oddech” (Bezczel i Z.B.U.K.U)                                | 2014 | –  | Rap najlepszej marki vol. 2 |
| „#DAWID_SZYNOL”(Bezczel)                                      | 2015 | –  | Rap najlepszej marki vol. 2 |
| „Rap najlepszej marki 2” (Bezczel, Chada, Kajman i Z.B.U.K.U) | 2015 | –  | Rap najlepszej marki vol. 2 |
| „Byłaś serca biciem” (Rozbójnik Alibaba i Bezczel)            | 2015 | 36 | Rap najlepszej marki vol. 2 |
| „Braci się nie traci” (Rozbójnik Alibaba, Popek i Kali)       | 2015 | –  | Rap najlepszej marki vol. 2 |
| „—” singel nie był notowany.                                  |      |    |                             |